# Cerbalus negebensis
Cerbalus negebensis är en spindelart som beskrevs av Levy 1989. Cerbalus negebensis ingår i släktet Cerbalus och familjen jättekrabbspindlar.
Artens utbredningsområde är Israel. Inga underarter finns listade i Catalogue of Life.